# Callozostron acanthodes
Callozostron acanthodes är en korallart som beskrevs av Bayer 1996. Callozostron acanthodes ingår i släktet Callozostron och familjen Primnoidae. Inga underarter finns listade i Catalogue of Life.